# Kemelstraat
De Kemelstraat is een straat in Brugge.

## Beschrijving
In 1396 vindt men voor het bewuste straatje de naam Lippins Hoedenaeystraetkin of straat waar Filips Hoedenaey woonde of had gewoond.
Later werd het:
- in 1544: 't Kemelstraetkin bi de Zelverestrate;
- in 1579: Kemelstraetkin ofte Lippinhoedenaeystraetkin.

Vanaf minstens 1500 werd dus een dubbele naam voor deze straat gebruikt. Kemel was afgeleid van het huis met die naam, op de hoek van de Steenstraat en de Kemelstraat. Het is die naam die het uiteindelijk won.
De straat loopt van de Steenstraat naar de Zilverstraat.